# Cathy Heaven
Cathy Heaven, née le 28 juillet 1980 à Debrecen, est une actrice de films pornographiques hongroise.

## Biographie
Cathy Heaven est née le 28 juillet 1980 à Debrecen, de son vrai nom Evelin Magdolna Garamvolgyi, elle est économiste de formation[réf. nécessaire], elle a commencé une carrière porno en 2009.
Elle a débuté dans l'industrie du porno quand elle avait 29 ans en 2009. Avant d'être l'une des stars du X les plus populaires et célèbres[non neutre] en Europe, Cathy a étudié l'économie et elle a travaillé comme économiste, mais elle a décidé de tout quitter et de travailler dans l'industrie adulte pour des producteurs importants comme 21Sextury, Cumlouder, Bang Bros, Evil Angel ou New Sensations, Cathy a créé un blog en 2011, où elle raconte ses aventures. Elle a réalisé plus de 83 films avec les grandes boites de production internationales

## Filmographie
- 2009 : Banging Lessons - Realitykings.com
- 2010 : 7 infirmières gourmandes - Video Marc Dorcel
- 2010 : All About Jasmine - Bluebird Films
- 2010 : All Star POV - Digital Playground
- 2010 : Bitches in Heat 3 - 21 Sextury
- 2010 : Can He Score 4 - Bang Bros
- 2010 : Connection - Zero Tolerance
- 2011 : Angel Perverse 22 - Evil Angel
- 2011 : Ass Training - Realitykings.com
- 2011 : Bachelorette Parties 2 - PornPros
- 2011 : Band of Bastards 2 - Showtime
- 2011 : Bangkok Connection - Video Marc Dorcel
- 2011 : Between the Cheeks - Harmony Films
- 2011 : Bomb Ass White Booty 16 - West Coast Productions
- 2012 : Analicious - Bluebird Films
- 2012 : Art of Sex 2 - Girlfriends Films
- 2012 : Assfucked MILFs 2 - Evil Angel
- 2012 : Bedside Manner - Video Marc Dorcel
- 2012 : Big Tits Like Big Dicks 1 - DDF
- 2012 : Big Tits Like Big Dicks 2 - DDF
- 2012 : Bottoms Up - Harmony Films
- 2012 : Cum Vacuums - JM Productions
- 2013 : Anal Addiction - Pornostatic
- 2013 : Big Wet Butts 10 - Brazzers
- 2013 : Bitch Confessions 2 - Cum Louder
- 2014 : Big Breast Nirvana 2 - DDF
- 2014 : Cathy 40, Cheating Housewife - Video Marc Dorcel
- 2014 : Couples Seduce Couples 9 - Manwin Content
- 2015 : An Open Minded Marriage - Brazzers Network
- 2015 : Busty Anal Sluts 3 - Score
- 2015 : Cutie By Nature 2
- 2015 : Pussy Academy - Sindrive